# Pseudasphondylia rauwolfiae
Pseudasphondylia rauwolfiae är en tvåvingeart som beskrevs av Coutin 1980. Pseudasphondylia rauwolfiae ingår i släktet Pseudasphondylia och familjen gallmyggor.
Artens utbredningsområde är Nya Kaledonien. Inga underarter finns listade i Catalogue of Life.